# Nhan Chi Bộc
Nhan Chi Bộc (tiếng Trung: 顏之僕; bính âm: Yan Zhipo), tự Thúc (叔) hay Tử Thúc (子叔), người nước Lỗ thời Xuân thu, là một trong các đệ tử của Khổng Tử.

## Cuộc đời
Cuộc đời của Nhan Chi Bộc không được ghi chép lại. Chỉ còn một đoạn văn ca ngợi trong Thánh hiền tượng tán (聖賢像贊) thời Sùng Trinh do Cao Tăng (高增) biên soạn: Hiền hành Nhan Thúc, thân thừa Ni phụ. Chí duệ sở kỳ, đạo tôn thị phụ. Nê tại quân đào, mộc tựu quy củ. Chung mi hảo tước, dương danh Đông Vũ.
Năm 72, thời Hán Minh Đế, Nhan Chi Bộc được phối thờ trong Khổng miếu.